# Edwin Torres
Edwin Torres (Nueva York, 7 de enero de 1931) es un escritor y juez de la Corte Suprema de Nueva York de origen puertorriqueño.

## Primeros años
Nació en el seno de una familia pobre de inmigrantes puertorriqueños establecidos en el Harlem Español de Manhattan. Se graduó de la secundaria Stuyvesant y continuó sus estudios superiores en la Universidad de Nueva York y en la Escuela de Leyes de Brooklyn.
En 1959, como abogado asistente del distrito, Torres participó en el juicio contra Salvador Agron. Luego de esa causa judicial, se convirtió en un abogado de defensa criminal. En 1977, Torres fue citado a la Corte Criminal del estado de New York. En 1980 fue elegido para la corte suprema del estado, donde es representante de la justicia para el duodécimo distrito judicial de Nueva York. La Corte Suprema tiene jurisdicción en gran cantidad de casos, por lo que Torres dirigió juicios de numerosos casos de asesinatos de gran perfil.

## Como escritor de ficción
Torres usó su experiencia en el mundo criminal para iniciarse en la ficción del crimen. En 1975 publicó su primera novela, Carlito's Way, y su secuela, After Hours, en 1979; ambas novelas siguen las andanzas de Carlito Brigante, un narcotraficante puertorriqueño que termina en la prisión de Sing Sing y que luego de su liberación intenta abandonar su vida criminal. Su otra novela, Q & A (1977), trata sobre un teniente de la policía de Nueva York acusado de un presunto caso de corrupción.

### Adaptaciones cinematográficas
En 1990 se estrenó Distrito 34: corrupción total, película basada en la novela Q & A y protagonizada por Nick Nolte y Armand Assante. En 1993 Brian De Palma dirigió una adaptación de After Hours, con Al Pacino y Sean Penn en los papeles protagónicos, aunque se utilizó el título de la primera novela de la serie (Carlito's Way) para evitar confusiones con la comedia negra After Hours (1985) de Martin Scorsese. La novela Carlito's Way fue finalmente adaptada al cine en 2005, bajo el nombre de Carlito's Way: Rise to Power.
Actualmente las novelas Q & A y After Hours se encuentran descatalogadas, aunque Carlito's Way fue recientemente reeditada debido al estreno de la película Carlito's Way: Rise to Power.
- Datos: Q356828